# Wolkshausen

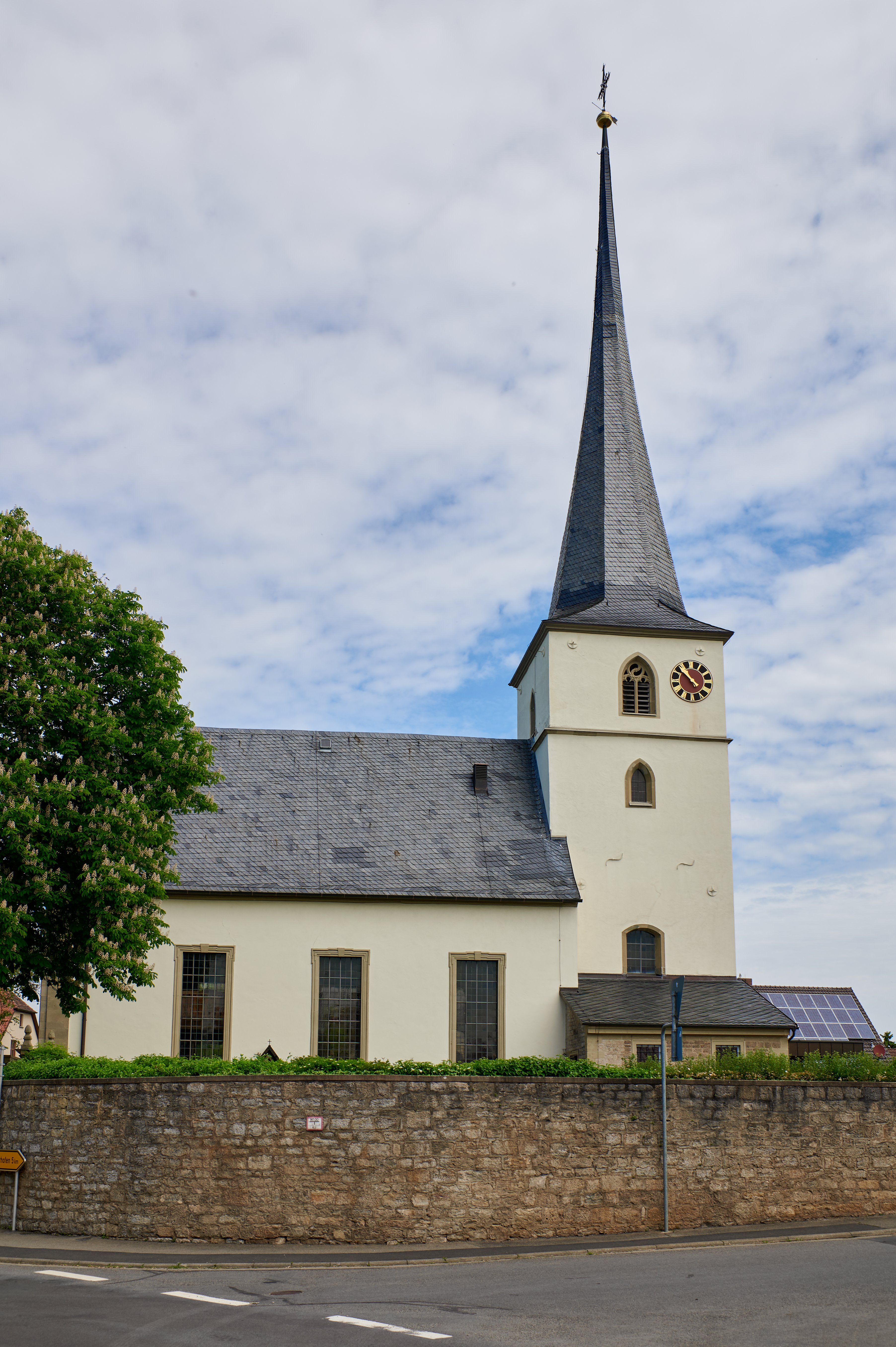
St. Markus und Maria

Wolkshausen ist ein Gemeindeteil der Gemeinde Gaukönigshofen im Landkreis Würzburg (Unterfranken, Bayern). Die Gemarkung Wolkshausen hat eine Fläche von 7,853 km². Sie ist in 497 Flurstücke aufgeteilt, die eine durchschnittliche Fläche von 15800 m² haben.

## Geografie
Das Pfarrdorf liegt in der Ochsenfurter Gau und ist allseits von Ackerland umgeben. Es liegt am Klingenbächlein, einem linken Zufluss des Thierbachs. Die Staatsstraße 2270 führt nach Gaukönigshofen (2 km nordöstlich) bzw. nach Euerbach zur Bundesstraße 19 (2,5 km südwestlich). Die Kreisstraße WÜ 48 führt zur Kreisstraße WÜ 43 (1,5 km östlich).

## Geschichte
Wolkshausen unterstand ursprünglich dem würzburgischen Stift Haug. Nach der Säkularisation im Jahr 1803 kam der Ort ein Jahr später an das neu gebildete bayerische Landgericht Röttingen. Infolge des Ersten Gemeindeedikts wurde die Ruralgemeinde Wolkshausen gebildet. 1830 lebten im Ort 317 Einwohner, die allesamt katholisch waren. Im Zuge der Gebietsreform in Bayern wurde Wolkshausen am 1. Januar 1975 nach Gaukönigshofen eingemeindet.

## Baudenkmäler
Im Ort gibt es 23 Baudenkmäler, darunter
- St. Markus und Mariä (Wolkshausen), katholische Pfarrkirche
- St. Sebastian (Wolkshausen), katholische Kapelle
- Pfarrhaus mit Nebengebäude
- Bauernhof
- 10 Bildstöcke, 2 Pietà, 2 Wegkreuze, 2 Kreuzschlepper